# 安重根义士纪念馆 (韩国)
安重根义士纪念馆（韩语：／）位于韩国首尔特别市中区南大门路5街471-2号，是韓國獨立運動家安重根义士的纪念建筑，由韩国政府、民间联合建造并向公众免费开放，开放时间为夏季（3月至10月）10：00至18：00，冬季（11月至2月）10：00至17：00。

## 历史
安重根是韩国独立运动家，1909年因在哈尔滨击毙伊藤博文而震动东亚，他的事迹在中华人民共和国、朝鲜及韩国的官方与民间均有纪念。1970年，在韩国总统朴正熙任内，韩国在政府指示以及仰慕安重根的韩国人的捐款下，于当年10月26日安重根刺杀伊藤博文61周年之际，在首尔南山内建成“安重根义士纪念馆”并开放展览。1974年7月10日，在南山树立了安重根义士铜像，1996年在馆内新建了安重根胸像。
21世纪初，由于展馆年久失修、规模不足，在安重根义士崇慕会和光复会的请求下，时任总统卢武铉下令拆除原安重根纪念馆，由政府出资加上民间捐款，在原址上建造新的纪念馆。2010年10月26日，在安重根击毙伊藤博文事件101周年之际，新的安重根义士纪念馆正式重新开馆，同时在原址新建了安重根的铜像。在纪念馆建成后，韩国官方会在馆内举行纪念活动。2011年6月21日，纪念馆被选为韩国一级（专门）博物馆，同年8月31日入选首尔市教育厅现场体验机关。

## 陈设
安重根义士由12个方形形态的建筑合为一体而成，象征着同义断指会的12人，纪念馆前有一座高3米的安重根铜像，铜像旁为安重根义士广场，广场内竖立着诸多安重根的遗墨石刻。
安重根义士纪念馆建筑分为地上两层及地下两层，内有三个主展厅及两个附属展厅，地下一层的中央大堂内建有安重根坐像，身后是他的血书“大韩独立”四字，第一展厅亦位于地下一层，介绍了安重根的早年生涯；第二展厅位于一层，介绍了安重根的海外救亡运动事迹；第三展厅则位于二层，介绍了安重根在哈尔滨刺杀伊藤博文的事迹，第三展厅旁还建有用以展示安重根遗墨、图片等的特别展厅，以及用以与游客互动的体验展厅。纪念馆的地下二层为一个可容纳192人的礼堂。